# Fraiburgo
Fraiburgo est une ville brésilienne de l'ouest de l'État de Santa Catarina.

## Généralités
Fraiburgo est connue comme la capitale nationale de la pomme. Ce fruit constitue la base de l'activité économique de la municipalité qui fournit 60 % de la production de pommes de Santa Catarina et 40 % de la production nationale. On y produit également du miel, avec plus de 15 000 ruches.
Tous les ans, vers la fin mars-début avril, s'y tient la « fête de la pomme » (Festa da Maçã).

## Géographie
Fraiburgo se situe à une latitude de 27° 01′ 34″ sud et à une longitude de 50° 55′ 17″ ouest. Son altitude est de 1 048 mètres. Sa population était de 34 555 habitants au recensement de 2010. La municipalité s'étend sur 546 km2.
Elle fait partie de la microrégion de Joaçaba, dans la mésorégion Ouest de Santa Catarina.
Elle se situe à 380 km à l'ouest de Florianópolis, la capitale de l'État.

## Villes voisines
Fraiburgo est voisine des municipalités (municípios) suivantes :
- Lebon Régis
- Curitibanos
- Frei Rogério
- Monte Carlo
- Tangará
- Videira
- Rio das Antas
- Caçador